# Baby's Photograph
Baby's Photograph è un cortometraggio muto del 1913 diretto da W.P. Kellino.

## Trama
Mamma e papà vogliono far fare una fotografia al figlioletto: sarò però dura cercare di tenerlo pulito finché il fotografo non avrà assolto il suo arduo compito.

## Produzione
Il film fu prodotto dalla EcKo.

## Distribuzione
Distribuito dall'Universal Pictures, il film - un cortometraggio di 126 metri - uscì nelle sale cinematografiche britanniche nel dicembre 1913.